# Нигозеро (озеро, Кондопожский район)
Ни́гозеро (Ни́го) — российское озеро в Кондопожском районе Республики Карелия.

## Общие сведения
После подъёма в 1930-х годах уровня оз. Сандал соединилось с ним, став частью Сандальского водохранилища.
Форма озера овальная. Берега в основном низменные, отлогие, покрыты смешанным лесом. На озере 3 острова общей площадью 0,01 км².
Основной приток осуществляется из реки Суна через Пальеозёрское водохранилище. Сток через деривацию ГЭС в Онежское озеро.
Дно покрыто илистыми отложениями.
В озере обитают ряпушка, плотва, щука, окунь, налим.
Озеро является звеном гидроэнергетической системы Кондопожской ГЭС. Служит источником водоснабжения и приёмником части сточных вод города Кондопоги.